# Osmocene
L'osmocene è il composto metallorganico con formula Os(C5H5)2, spesso abbreviata come OsCp2. Appartiene alla categoria dei composti a sandwich e più in particolare è un metallocene. L'osmocene è disponibile in commercio e in condizioni normali è un solido di colore bianco. In questo composto l'osmio ha formalmente stato di ossidazione +2.

## Struttura
La struttura dell'osmocene è quella di un composto a sandwich, con l'atomo di osmio racchiuso tra due anelli ciclopentadienilici. È una struttura analoga a quella del rutenocene, con i due anelli aromatici in configurazione eclissata (simmetria D5h), mentre nel ferrocene hanno configurazione sfalsata (simmetria D5d).
In solido l'osmocene mostra struttura cristallina ortorombica, gruppo spaziale Pnma, con costanti di reticolo a = 707,9 pm, b = 890,8 pm e c = 1277,1 pm, quattro unità di formula per cella elementare. La distanza media Os-C risulta 219 pm, molto simile a quella Ru-C del rutenocene (218,6 pm).

## Sintesi
L'osmocene fu sintetizzato per la prima volta nel 1959 da Ernst Otto Fischer trattando tetracloruro di osmio con un eccesso di ciclopentadienuro di sodio. Si può ottenere anche trattando tetrossido di osmio con acido bromidrico, e successiva reazione con zinco e ciclopentadiene.

## Reattività
L'osmocene è un composto stabile fino a 540 ºC. Dà luogo a reazioni di sostituzione elettrofila, analogamente a ferrocene e rutenocene. La reattività cala nell'ordine ferrocene > rutenocene > osmocene. Di contro, dei tre è l'osmocene quello che forma più facilmente addotti con acidi di Lewis tipo Cp2Os•HgCl2.
Per ossidazione dell'osmocene si forma un dimero contenente un legame osmio-osmio.